# Giancarlo Esposito
Giancarlo Esposito, född 26 april 1958 i Köpenhamn, Danmark, är en amerikansk skådespelare och regissör.
Esposito är av italiensk och amerikansk härkomst. Han föddes i Köpenhamn och växte först upp i Europa innan han vid sex års ålder slog sig ner i New York tillsammans med sin familj.
Under 1980-talet spelade Esposito i huvudsak småroller i filmer och TV-serier, däribland Miami Vice. Han är mest känd i rollen som FBI-agenten Mike Giardello i Uppdrag: mord och som Gustavo Fring i Breaking Bad och Better Call Saul. Esposito har även haft roller i New York Undercover, På spaning i New York, I lagens namn och Advokaterna.
År 1995 gifte sig Esposito med Joy McManigal; de skilde sig senare. Han har fyra döttrar.

## Filmografi

### Filmer
| År   | Titel                                       | Roll                           | Notering                                                      |
| ---- | ------------------------------------------- | ------------------------------ | ------------------------------------------------------------- |
| 1979 | Running                                     | Puerto Rican Teenager          |                                                               |
| 1981 | The Gentleman Bandit                        | Jamie                          | TV-film                                                       |
| 1981 | Taps                                        | Cadet Captain JC Pierce        |                                                               |
| 1983 | Ombytta roller                              | Cellmate                       |                                                               |
| 1983 | Enormous Changes at the Last Minute         | Julio                          |                                                               |
| 1984 | Go Tell it on the Mountain                  | Julio                          |                                                               |
| 1984 | Cotton Club                                 | Bumpy Hood                     |                                                               |
| 1985 | Desperately Seeking Susan                   | Street Vendor                  |                                                               |
| 1986 | Maximum Overdrive                           | Videoplayer                    |                                                               |
| 1986 | Rockabye                                    | Marcus                         | TV-film                                                       |
| 1987 | Sweet Lorraine                              | Howie                          |                                                               |
| 1988 | School Daze                                 | Julian                         |                                                               |
| 1989 | Do the Right Thing                          | Buggin' Out                    |                                                               |
| 1990 | Mo' Better Blues                            | Left Hand Lacey                |                                                               |
| 1990 | King of New York                            | Lance                          |                                                               |
| 1991 | Harley Davidson and the Marlboro Man        | Jimmy Jiles                    |                                                               |
| 1991 | Night on Earth                              | YoYo                           |                                                               |
| 1992 | Bob Roberts                                 | John Alijah "Bugs" Raplin      |                                                               |
| 1992 | Malcolm X                                   | Thomas Hayer                   |                                                               |
| 1994 | Fresh                                       | Esteban                        | Nominerad – Independent Spirit Award för bästa manliga biroll |
| 1995 | De misstänkta                               | Jack Baer                      |                                                               |
| 1995 | Blue in the Face                            | Tommy                          |                                                               |
| 1995 | Waiting to Exhale                           | David Matthews                 |                                                               |
| 1997 | Inget att förlora                           | Charlie Dunt                   |                                                               |
| 1997 | Big City Blues                              | Georgie                        |                                                               |
| 1998 | Stardust                                    | Mr. Peavy                      | TV-film                                                       |
| 1998 | Twilight                                    | Reuben Escobar                 |                                                               |
| 1998 | Creature                                    | Lt. Thomas Peniston            | TV-film                                                       |
| 1998 | Phoenix                                     | Louie                          |                                                               |
| 1998 | Thirst                                      | Dr. Lawrence Carver            | TV-film                                                       |
| 1998 | Naked City: Justice with a Bullet           | Chaz Villanueva                | TV-film                                                       |
| 2000 | Homicide: The Movie                         | Officer Mike Giardello         | TV-film                                                       |
| 2001 | Josephine                                   | Spike                          |                                                               |
| 2001 | Monkeybone                                  | Hypnos                         |                                                               |
| 2001 | Ali                                         | Cassius Marcellus Clay, Sr.    |                                                               |
| 2001 | Piñero                                      | Miguel Algarín                 |                                                               |
| 2003 | Ash Tuesday                                 | Karl                           |                                                               |
| 2003 | Blind Horizon                               | JC Reynolds                    |                                                               |
| 2004 | Noise                                       | Hank                           |                                                               |
| 2004 | Doing Hard Time                             | Captain Pierce                 |                                                               |
| 2004 | A Killer Within                             | Vargas                         |                                                               |
| 2005 | Hate Crime                                  | Det. Esposito                  |                                                               |
| 2005 | Chupacabra: Dark Seas                       | Dr. Peña                       |                                                               |
| 2005 | I Will Avenge You, Iago!                    |                                | Regissör                                                      |
| 2005 | Back in the Day                             | Benson Copper                  |                                                               |
| 2005 | Carlito's Way: Rise to Power                | Little Jeff                    |                                                               |
| 2005 | Derailed                                    | Detective Franklin Church      |                                                               |
| 2006 | Last Holiday                                | Senator Dillings               |                                                               |
| 2006 | Sherrybaby                                  | Parole Officer Hernandez       |                                                               |
| 2006 | Rain                                        | Ken Arnold                     |                                                               |
| 2007 | Racing Daylight                             | Fred / Drifter                 |                                                               |
| 2007 | The Box                                     | Detective Dwayne Burkhalter    |                                                               |
| 2007 | Mano                                        | Nino                           | Kortfilm                                                      |
| 2007 | Feel the Noise                              | Roberto                        |                                                               |
| 2008 | Gospel Hill                                 | Dr. Palmer                     | Regissör                                                      |
| 2008 | Xenophobia                                  | Young                          | TV-film                                                       |
| 2010 | Rabbit Hole                                 | Auggie                         |                                                               |
| 2011 | S.W.A.T.: Firefight                         | Inspector Hollander            |                                                               |
| 2011 | Certainty                                   | Fader Heery                    |                                                               |
| 2012 | Alex Cross                                  | Daramus Holiday                |                                                               |
| 2012 | Dreaming American                           | Daytona LeMans                 | Kortfilm                                                      |
| 2013 | Over / Under                                | Oliver Ohrt                    | TV-film                                                       |
| 2014 | Requiem for the Big East                    | Berättare                      |                                                               |
| 2014 | Son of Batman                               | Ra's al Ghul                   | Röst                                                          |
| 2015 | Maze Runner: The Scorch Trials              | Jorge                          |                                                               |
| 2016 | Djungelboken                                | Akela                          | Röst                                                          |
| 2017 | Okja                                        | Frank Dawson                   |                                                               |
| 2018 | Maze Runner: The Death Cure                 | Jorge                          |                                                               |
| 2023 | Teenage Mutant Ninja Turtles: Mutant Mayhem | Baxter Stockman                | Röst                                                          |
| 2024 | Abigail                                     | Lambert                        |                                                               |
| 2024 | Megalopolis                                 | Mayor Cicero                   |                                                               |
| 2024 | Maxxxine                                    | Teddy Night                    |                                                               |
| 2025 | Captain America: Brave New World            | King Seth Voelker / Sidewinder |                                                               |
| 2025 | Passagen                                    | Marshall                       | Röst                                                          |

### Television
| År           | Titel                            | Roll                         | Notering |
| ------------ | -------------------------------- | ---------------------------- | --- |
| 1982         | Sesame Street                    | Mickey                       | 5 episoder |
| 1984         | Miami Vice                       | Luther                       | Episod: "Little Prince" |
| 1985         | Miami Vice                       | Ricky                        | Episod: "Nobody Lives Forever" |
| 1985         | Miami Vice                       | Adonis Jackson               | Episod: "The Dutch Oven |
| 1985         | American Playhouse               | Elisha                       | Episod: "Go Tell it on the Mountain" |
| 1986         | American Playhouse               | Simon Fernandes              | Episod: "Roanoak" |
| 1986         | The Equalizer                    | Jumpin' Jack                 | Episod: "The Line" |
| 1987         | Spenser: For Hire                | Ramos                        | Episod: "On the Night He Was Betrayed" |
| 1987         | Leg Work                         | Tyson                        | Episod: "Blind Trust" |
| 1990         | Lifestories                      | Julio                        | Episod: "Jerry Forchette" |
| 1993         | The American Experience          | Dr. Kenneth Clark            | Episod: "Simple Justice" |
| 1993–1994    | Bakersfield P.D.                 | Detective Paul Gigante       | 17 episoder |
| 1995         | New York Undercover              | Adolfo Guzman                | 3 episoder |
| 1995         | Fallen Angels                    | Paris Minton                 | Episod: "Fearless" |
| 1996         | Chicago Hope                     | Cherchez LaFemme             | Episod: "Right to Life" |
| 1996         | Swift Justice                    | Andrew Coffin                | 3 episoder |
| 1996         | NYPD Blue                        | Ferdinand Hollie             | Episod: "Hollie and the Blowfish" |
| 1996         | Living Single                    | Jackson Turner               | Episod: "Kiss of the Spider Man" |
| 1996         | Law & Order                      | Mr. Baylor                   | Episod: "Good Girl" |
| 1998         | The Hunger                       | Vampire                      | Episod: "Fly-By-Night" |
| 1998         | NYPD Blue                        | Jamaal                       | 2 episoder |
| 1998–1999    | Homicide: Life on the Street     | Federal Agent Mike Giardello | 22 episoder Nominerad – NAACP Image Award för bästa biroll i dramaserie |
| 2000         | Touched by an Angel              | Antonio                      | Episod: "Here I Am" |
| 2000–2001    | The $treet                       | Tom Divack                   | 12 episoder |
| 2001         | Strong Medicine                  | James Bell                   | Episod: "Mortality" |
| 2001         | 100 Centre Street                | Jacob Lenz                   | Episod: "Andromeda and the Monster" |
| 2002         | The Practice                     | Ray McMurphy                 | Episod: "Pro Se" |
| 2002         | Third Watch                      | Father Romero                | Episod: "The Unforgiven" |
| 2002         | Girl Club                        | Nicholas Hahn                | 9 episoder |
| 2004         | 5ive Days to Midnight            | Tim Sanders                  | |
| 2005         | Law & Order: Trial by Jury       | Orlando Ramirez              | Episod: "Boys Will Be Boys" |
| 2005         | Law & Order                      | Rodney Fallon                | 2 episoder |
| 2006         | South Beach                      | Robert Fuentes               | 5 episoder |
| 2006         | Ghost Whisperer                  | Ely                          | Episod: "Fury" |
| 2006         | Bones                            | Richard Benoit               | Episod: "The Man in the Morgue |
| 2006         | Las Vegas                        | Reggie Archibald             | Episod: "White Christmas" |
| 2006–2008    | CSI: Miami                       | Chief Braga                  | 2 episoder |
| 2007         | Kidnapped                        | Vance                        | 2 episoder |
| 2008         | New Amsterdam                    | Special Agent James Lawson   | Episod: "Legacy" |
| 2009–2011    | Breaking Bad                     | Gustavo "Gus" Fring          | 24 episoder Nominerad - Critics' Choice Television Award för bästa biroll i drama Nominerad – NAACP Image Award för bästa biroll i drama Nominerad – Primetime Emmy Award för bästa biroll i drama Nominerad – Satellite Awards för bästa biroll i serie, miniserie eller TV-film Nominerad – Saturn Award för bästa gästroll i serie Nominerad – Saturn Award för bästa biroll i serie Nominerad – Screen Actors Guild Award för bästa prestation av ensemble i drama |
| 2010         | Leverage                         | Alexander Moto               | Episod: "The Scheherazade Job" |
| 2010         | Lie to Me                        | Beau Hackman                 | Episod: "Black and White" |
| 2010         | Detroit 1-8-7                    | Eddie Henderson              | Episod: "Shelter" |
| 2011         | Criminal Minds: Suspect Behavior | Gordon Ramirez               | Episod: "The Time is Now" |
| 2011–2013    | Once Upon a Time                 | Sidney Glass/Magic Mirror    | 10 episoder |
| 2012–2013    | Community                        | Gilbert Lawson               | 2 episoder |
| 2012         | NYC 22                           | Harvey Williams              | 2 episoder |
| 2012–present | Revolution                       | Tom Neville                  | 38 episoder Nominerad – Saturn Award för bästa biroll i serie |
| 2013         | Axe Cop                          | Army Chihuahua (röst)        | 2 episoder |
| 2017–2022    | Better Call Saul                 | Gustavo Fring                | 34 episoder |
| 2018         | Westworld                        | El Lazo                      | |
| 2019–2023    | The Mandalorian                  | Moff Gideon                  | |
| 2019–2022    | The Boys                         | Stan Edgar                   | |
| 2020–2021    | Ducktales                        | El Lazo                      | |

### Annat
| År   | Titel     | Roll                           | Notering |
| ---- | --------- | ------------------------------ | -------- |
| 2014 | Payday 2  | The Dentist                    | Röst     |
| 2021 | Far Cry 6 | "El Presidente" Anton Castillo | Röst     |